# Хини (село)
Хини — село в Хунзахском районе Дагестана. Входит в состав сельского поселения Хунзахский сельсовет.

## Географическое положение
Расположено на реке Тобот, в 1,5 км к югу от районного центра и центра сельского поселения — села Хунзах.

## Население
| 1926 | 1939 | 1970 | 1989 | 2002 | 2010 | 2021 |
| ---- | ---- | ---- | ---- | ---- | ---- | ---- |
| 245  | ↗294 | ↘235 | ↘107 | ↗183 | ↗251 | ↘128 |

По данным Всероссийской переписи населения 2010 года — моноэтничное аварское село.